# 平美乃理
平 美乃理（たいら みのり、2004年6月28日 - ）は、日本の女性ファッションモデル、タレント、女優である。
岡山県備前市出身。エイベックス・マネジメント･エージェンシー所属。備前市の特別観光大使。

## 略歴
幼少期から背が高く、当時はコンプレックスだったという。雑誌を見てモデルに憧れを抱き、11歳ごろからオーディションへの応募を始めた。高校では吹奏楽部でサックスも吹いていた。部活では負けず嫌いが磨かれ、食らい付いていく根性を養ったという。高校2年のときの2021年に「ミスセブンティーン2021」のグランプリに選ばれて、セブンティーンの専属モデルとなった。4年連続で受け、それまで落選続きだったため、連絡を受けた時は家族みんなで号泣した。以降も岡山在住であり、仕事のたびに新幹線で都内に赴く生活を送る。新幹線での移動中は映画鑑賞、趣味の編み物時間に充てるなど有意義に過ごしているという。
高校卒業後は上京し、モデル及び女優業など、仕事に専念する。
2025年5月31日、Seventeenの専属モデルを卒業したことを発表。

## 人物
- 特技:似顔絵、模写[6]、カキ養殖[2]
- 趣味:読書、アクセサリー集め、メイク研究、邦ロックを聴くこと[6]

## 出演

### TVバラエティ
- ワイドナショー（フジテレビ、2022年8月21日・10月30日・2023年1月22日） - ワイドナティーン
- プレバト!!（MBSテレビ、2022年9月15日 - 不定期） - 水彩画・特待生1級
- めざましテレビ（フジテレビ、2025年4月2日 - 不定期） - イマドキガール

### テレビドラマ
- 推しが上司になりまして第6話（2023年11月8日 、テレビ東京） - 美月 役[7]
- 彩香ちゃんは弘子先輩に恋してる（2024年7月5日 - 8月23日、毎日放送） - 馬場満里奈 役[8]
  - 彩香ちゃんは弘子先輩に恋してる 2nd Stage（2025年6月27日 - 、毎日放送）[9]

### 映画
- 太陽がしょっぱい（2024年11月16日）[10]

### 舞台
- ACTORS STAND vol.1（2024年4月17日 - 21日、赤坂RED/THEATER）[11]

### ウェブドラマ
- スズキ Webショートドラマ『初風のきせき』（2025年、YouTube）- 「楓」役[12]

### MV
- TRIPLANE『回セ』[13]

### ランウェイ
- Rakuten GirlsAward 2023 AUTUMN/WINTER（2023年9月30日、幕張メッセ）[14]

### 広告
- トンボ学生服 カタログモデル（2021年）[6]
- びぜん特別観光大使[15]

### イベント
- Seventeen 夏の学園祭
  - Seventeen夏の学園祭2023（2023年8月23日、東京ドームシティ プリズムホール）[16]

### その他
- キラチャレ2017 モデル部門ファイナリスト[6]
- 一日消防署長 東京・金町消防署（2025年1月23日）[17]

## 書籍

### 雑誌連載
- Seventeen（2021年8月 - 2025年5月31日、集英社） - 専属モデル

## 受賞
- 神戸コレクション2019A/W シンデレラストーリー　sweet賞 受賞[6]
- TOKYO GIRLS AUDITION2018　non-no賞・NYLON賞 受賞[6]